# Гуменюк, Игорь Николаевич
Игорь Николаевич Гуменюк (21 апреля 1961, Донецк, УССР) — украинский политик и бизнесмен, бывший народный депутат Украины, член Партии регионов.

## Карьера
- 1978 — помощник машиниста экскаватора.
- 1979 — санитар операционного блока.
- 1979—1981 — служба в Советской армии ВС Союза ССР.
- 1981—1986 — учёба в Донецком государственном университете по специальности «Бухгалтерский учет и анализ хозяйственной деятельности», экономист.
- 1986—1989 — старший экономист, и. о. заместителя главного бухгалтера шахты «Южнодонбасская».
- 1989—1991 — главный бухгалтер Центра научно-технического творчества молодёжи «Взгляд».
- 1991 — главный бухгалтер торгово-промышленного консорциума «Радпол».
- 1991—1992 — заместитель генерального директора ТД «Шахтёр».
- 1992—2002 — генеральный директор АО «АРС».

С декабря 2002 года по февраль 2005 года — советник Премьер-министра Украины Виктора Януковича. С февраля 2005 года по май 2006 — президент АО «АРС».
С апреля 2006 по ноябрь 2007 года — Народный депутат Верховной Рады Украины V созыва от Партии регионов, № 51 в списке. Член фракции Партии регионов (с мая 2006 года). Член Комитета по вопросам топливно-энергетического комплекса, ядерной политики и ядерной безопасности (с июля 2006 года).
Народный депутат Верховной Рады Украины VI созыва с ноября 2007 года по декабрь 2012 года от Партии регионов, № 51 в списке. Член фракции Партии регионов (с ноября 2007 года). Член Комитета по вопросам топливно-энергетического комплекса, ядерной политики и ядерной безопасности (с декабря 2007 года).
Государственный служащий 4-го ранга (с декабря 2002 года).
В 2011 году Гуменюк с состоянием в 136 млн $ занял 68 место в рейтинге «Золотая сотня» самых богатых украинцев по версии журнала «Корреспондент». Издание «Forbes» включило его в «Рейтинг рантье-2011» (5 место, арендный доход — 38 млн $). В 2012 году в «Золотой сотне» «Корреспондента» он поднялся на 64 место. В 2013 году «Фокус» оценил состояние Игоря Гуменюка в $113,6 млн (107 место рейтинга «200 самых богатых людей Украины»), а «Forbes» — в $479 млн (23 место рейтинга «100 богатейших украинских бизнесменов»). В 2014 году Forbes оценил состояние Гуменюка в 520 млн$.
В состав его бизнеса входят: ГП «Октябрьуголь», ЗАО «АРС», ЗАО «Коксан» (Горловский коксохимический завод), ОАО «Донецкий завод горноспасательной аппаратуры», ОАО "Предприятие электрических сетей «Энергоуголь», ОАО ГП «Добропольеуголь», ОАО ГП «Красноармейскуголь», ОАО ГП «Макеевуголь», Шахты «Южнодонбасская № 1» и «Южнодонбасская № 3». Также на 2014 год бизнесмену принадлежали несколько крупных торговых и офисных центров в Донецке, в числе которых «Донецк-Сити», «Грин Плаза», Развлекательно-гостиничный комплекс «Виктория».

## Взгляды
5 июня 2012 голосовал за проект Закона Украины «Об основах государственной языковой политики», который усиливает статус русского языка.

## Родственные связи
- жена Виктория Мирославовна (1966) — домохозяйка;
- дочь Алена (1985)
- дочь Екатерина (4.07.1994) — с 7 лет была раскручена как певица под псевдонимом «Ассоль».
- сын Олег (2001)

## Награды
Орден «За заслуги» III ст. (2000).